# 1384
1384 (MCCCLXXXIV) je bilo prestopno leto, ki se je po julijanskem koledarju začelo na petek.

## Dogodki
- 1. januar

## Rojstva
- Halil Sultan, sultan Timuridskega cesarstva († 1411)

## Smrti
- 30. januar - Ludvik II., flandrijski grof (* 1330)
- 14. junij - Leonardo Montaldo, genovski dož (* 1319)
- 20. avgust - Gerard Groote, nizozemski teolog (* 1340)
- 1. september - Magnus I., mecklenburški vojvoda (* 1345)
- 10. september - Ivana Penthièvreška, bretonska vojvodinja, grofica Penthièvreja (* 1314)
- 20. september - Ludvik I., francoski princ, anžujski vojvoda (* 1339)
- 31. december - John Wycliffe, angleški teolog in predhodnik protestantizma (* 1331)

Neznan datum
- Čihab al-Umari, arabski kronist (* 1300)
- Kanami, japonski dramatik in igralec (* 1333)
- William Douglas, škotski plemič,  1. grof Douglas (* 1327)